# ژنرال کامارا
ژنرال کامارا (به پرتغالی: General Câmara) یک منطقهٔ مسکونی در برزیل است که در ریو گرانده جنوبی واقع شده‌است. ژنرال کامارا ۸٬۳۶۱ نفر جمعیت دارد.